# Lutz Erdmann
Lutz Erdmann (* 1934) ist ein deutscher Schauspieler, Hörspielsprecher und Regisseur. Er war im Film und Fernsehen der DDR aktiv.

## Filmografie (Auswahl)
- 1963: Jetzt und in der Stunde meines Todes
- 1964: Das Lied vom Trompeter
- 1964: Die goldene Gans
- 1967: Der tapfere Schulschwänzer
- 1967: Blaulicht – Nachtstreife (TV-Reihe)
- 1968: 12 Uhr mittags kommt der Boß
- 1970: Aus unserer Zeit (Episode 2)
- 1971: Verspielte Heimat
- 1977: Dantons Tod (Studioaufzeichnung)
- 1977: Der Hasenhüter
- 1978: Spuk unterm Riesenrad
- 1982–1983: Spuk im Hochhaus
- 1986–1989: Polizeiruf 110

## Hörspiele

### Sprecher
- 1964: Oswaldo Ramos: Dorina und meine Okarina – Regie: Maritta Hübner (Kinderhörspiel/Kurzhörspiel – Rundfunk der DDR)
- 1967: Alexander Marodic: Der Mutige (Wolf) – Regie: Edgar Kaufmann (Kinderhörspiel – Rundfunk der DDR)

### Regisseur
- 1984: Joachim Fries: Ein schwarzer Alpha Romeo (Kriminalhörspiel/Kurzhörspiel – Rundfunk der DDR)